# Trechus oregonensis
Trechus oregonensis är en skalbaggsart som beskrevs av Hatch. Trechus oregonensis ingår i släktet Trechus och familjen jordlöpare. Inga underarter finns listade i Catalogue of Life.